# Chrysocale corax
Chrysocale corax là một loài bướm đêm thuộc phân họ Arctiinae, họ Erebidae.